# Болинголи-Мбомбо, Боли
Боли Болинголи-Мбомбо (нидерл. Boli Bolingoli-Mbombo; родился 1 июля 1995 года в Антверпене, Бельгия) — бельгийский футболист, левый защитник клуба «Стандард».
Боли приходится кузеном бельгийским футболистам Ромелу и Жордану Лукаку.

## Клубная карьера
Болинголи-Мбомбо — воспитанник клуба «Брюгге». 26 июля 2013 года в матче против «Шарлеруа» он дебютировал в Жюпиле лиге, заменив Максима Лестьенна. 4 августа в поединке против «Остенде» Боли забил свой первый гол за «Брюгге». В начале 2015 года в матчах Лиги Европы против турецкого «Бешикташа» и датского «Обльборга» Болинголи-Мбомбо забил три мяча. В том же году он помог команде выиграть Кубок Бельгии. 28 июля в квалификации Лиги чемпионов против греческого «Панатинаикоса» он забил гол. В 2016 году Боли помог клубу выиграть чемпионат.
В начале 2017 года Болинголи-Мбомбо на правах аренды перешёл в «Сент-Трюйден». 22 января в матче против «Андерлехта» он дебютировал за новую команду.
Летом 2017 года Боли подписал контракт с венским «Рапидом». 22 июля в матче против «Маттерсбурга» он дебютировал в австрийской Бундеслиге. 17 февраля 2018 года в поединке против «Штурма» Болинголи-Мбомбо забил свой первый гол за «Рапид».

## Достижения
«Брюгге»
- Чемпион Бельгии: 2015/16
- Обладатель Кубка Бельгии: 2014/15